# 洞駿
洞 駿（ほら はやお、1947年11月1日 - ）は、日本の元国土交通省官僚、実業家。元スカイマーク代表取締役会長。元全日本空輸代表取締役副社長。

## 略歴
1966年福岡県立修猷館高等学校を経て、1971年東京大学法学部卒業後、運輸省に入省。
2001年7月国土交通省自動車交通局長、2002年8月同航空局長、2003年7月同国土交通審議官を歴任し、2005年8月退官。
2007年4月全日本空輸常勤顧問となり、2011年6月同代表取締役副社長執行役員に就任。2014年4月ANAホールディングス常勤顧問となる。
2018年7月スカイマーク顧問となり、2020年2月同代表取締役社長執行役員に就任。2024年6月同代表取締役会長に就任。2025年6月スカイマーク相談役。